# Luciano Folgore
Luciano Folgore (eigentlich Omero Vecchi; * 18. Juni 1888 in Rom; † 26. Mai 1966 ebenda) war ein italienischer Maler des Futurismus und Schriftsteller.

## Leben
Folgore schloss sich über Marinetti im Jahr 1909 der futuristischen Bewegung an. Als deren Vertreter arbeitete er in Zeitungen wie La Voce, Lacerba, Avanscoperta, La Diana, L’Italia Futurista und Sic mit. Seine ersten Gedichte (Canto dei motori, Ponti sull’oceano, und Città veloce) erschienen während des Krieges. Als Anhänger der Parole in libertà wurde er 1914 Verfasser des Manifestes Lirismo sintetico e sensazione fisica. 
Nach dem Krieg widmete er sich mit Erfolg dem Verfassen von Theaterstücken und Erzählungen, von denen u. a. La città dei girasoli (1924), Nuda ma dipinta (1924) zu nennen sind. In seinen letzten Jahren entfernte er sich allerdings immer mehr von seinen futuristischen Wurzeln und kehrte zu traditionellen Kunstformen zurück.